# 春日井市立尾東小学校
春日井市立尾東小学校（かすがいしりつ びとうしょうがっこう）は、愛知県春日井市神屋町にある公立小学校。

## 概要
- 児童福祉法第44条による児童自立支援施設に措置された児童が、正規の義務教育を受けるために設置された小学校であり、児童自立支援施設の愛知県立愛知学園[1]内に設置されている。春日井市立の小学校であるが、愛知県全域が対象である。
- 愛知学園に在籍する児童が対象である[2]。児童は原籍校から尾東小学校に転入学し、卒業時には原籍校にもどり卒業することとなる。
- 春日井市立の小学校であるが、対象が一般の児童とは異なるため、春日井市の小学校の施設としては記載されていない[3]。

## 沿革
- 2018年（平成30年）4月 - 開校[4][5]。